# Topol-M

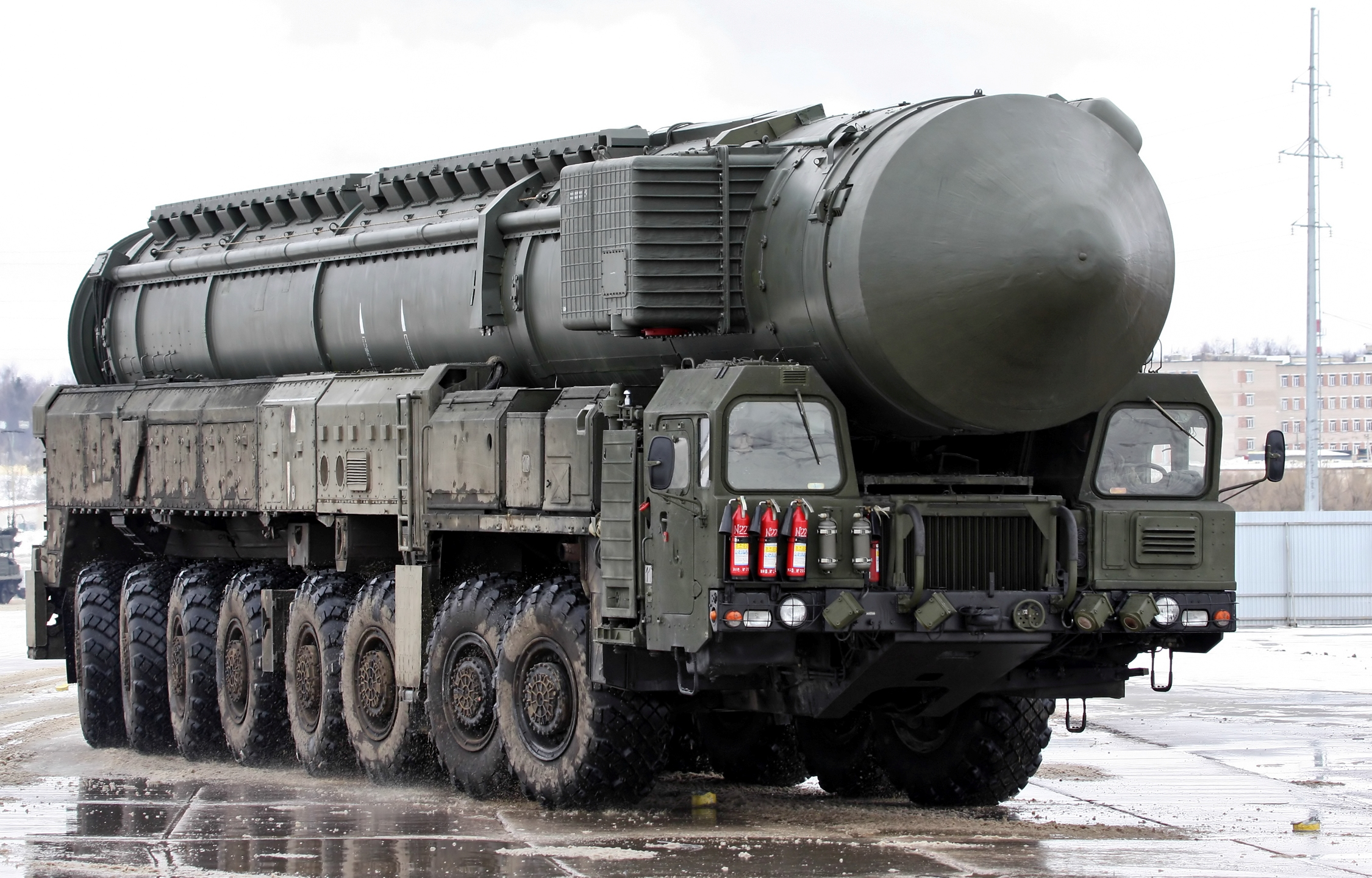
Raketa Topol-M na vozidle MZKT-79221

RT-2PM2 «Topol-M» (rusky РТ-2ПМ2 «Тополь-М», v kódu NATO: SS-27 "Sickle B", další označení: RS-12M1, RS-12M2, dříve nesprávně RT-2UTTCh) je jedna z mezikontinentálních balistických raket rozmístěných na území Ruska (viz RS-24), první vyvinutá v Rusku po pádu SSSR. Byla vyvinuta z mobilní rakety RT-2PM Topol.
Ruské označení РТ znamená „ракета твердотопливная“, raketa tverdotoplivnaja („raketa na tuhé palivo“). Návrhem byl pověřen Moskevský institut termální technologie a výroba probíhala ve městě Votkinsk.
Rakety Topol-M vyřazené ze služby mají dále sloužit v civilním vesmírném programu. Společnost AO Korporacija MIT (МИТ / Моско́вский институ́т теплоте́хники, konstruktér a výrobce i původního Topolu-M) je chce po revizi a drobných úpravách pod jménem Start-1M vysílat jako nosiče družic o hmotnosti do 700 kg na orbitu 200–1000 kilometrů. Doposud proběhlo šest úspěšný testů, komerční starty se plánují v roce 2025 z kosmodromu Vostočnyj. 